# Paracyclops sitiseiensis
Paracyclops sitiseiensis – gatunek widłonoga z rodziny Cyclopidae. Nazwa naukowa tego gatunku skorupiaków została opublikowana w 1931 roku przez japońskiego zoologa Isokiti Haradę.
Gatunek endemiczny żyjący w Chinach, występuje na m.in. Tajwanie, zamieszkuje zbiorniki górskie.